# Az Unió külügyi és biztonságpolitikai főképviselője
Az Unió külügyi és biztonságpolitikai főképviselője (angolul: High Representative of the Union for Foreign Affairs and Security Policy) az Európai Bizottság alelnöke valamint a közös kül- és biztonságpolitika (KKBP) főkoordinátora és főképviselője az Európai Unión (EU) belül. A pozíciót jelenleg Kaja Kallas tölti be.
A közös kül- és biztonságpolitika főképviselői posztot az Amszterdami szerződés hozta létre 1999-ben. A pozíciót kibővítette a Lisszaboni szerződés, amely meghatározta jelenlegi címét és hatásköreit, beleértve az Európai Bizottság alelnöki posztját és az EU külügyminiszteri tanácsának elnöki tisztségét. Catherine Ashton volt az első személy, aki a Lisszaboni szerződés hatálybalépésével beiktatott külügyi és biztonságpolitikai főképviselői teljes tisztséget viselte. A tisztviselőt a 2010 decemberében felállított Európai Külügyi Szolgálat (EKSZ) segíti a poszt első ciklusának eleje óta.

## Címe
A főképviselő jelenlegi hivatalos címe „Az Unió külügyi és biztonságpolitikai főképviselője”, azonban korábban a címe a A közös kül- és biztonságpolitika főképviselője volt, és az európai alkotmány értelmében az Unió külügyminisztere volt a poszt megnevezése. Utóbbi ma már nem hivatalos, azonban a közbeszéd és a sajtó is gyakran használja. A mindenkori főképviselő egyben az Európai Bizottság alelnöke is.

## Hatásköre, feladatai
Ha az EU-tagállamok teljes egyetértéssel a külügyekben megállapodnak, a főképviselő felszólalhat az EU nevében, tárgyalhat a tagállamok nevében is. A képviselő koordinálja az Európai Unió különleges képviselőinek munkáját, valamint az egyéb kinevezéseket, például a terrorizmus elleni koordinátori feladatokat.
Az EU nemzetközi fórumokon való képviselete, a közös kül- és biztonságpolitika, valamint a közös biztonság- és védelempolitika koordinálása mellett a főképviselő:
- ex officio az Európai Bizottság alelnöke
- részt vesz az Európai Tanács ülésein
- az Európai Unió különleges képviselőinek felelőse
- az Európai Külügyi Szolgálat és a küldöttségek vezetője
- a Külügyek Tanácsának elnöke
- az Európai Védelmi Ügynökség vezetője
- az Az Európai Unió Biztonságpolitikai Kutatóintézete igazgatótanácsának elnöke
- a Nyugat-európai Unió főtitkára (–2011. június 30.)

## Főképviselők listája
| # | Portré | Főképviselő                | Hivatal           | Hivatal            | Hivatal       | Párt | Párt      | Párt    | Párt       | Bizottság        | Tagállam           |
| # | Portré | Főképviselő                | Kezdete           | Vége               | Hivatali idő  | EU   | EU        | Nemzeti | Nemzeti    | Bizottság        | Tagállam           |
| --- | ------ | -------------------------- | ----------------- | ------------------ | ------------- | ---- | --------- | ------- | ---------- | ---------------- | ------------------ |
| A közös kül- és biztonságpolitika főképviselője – Az Európai Tanács főtitkára 1999. május 1. – 2009. december 1.   |        |                            |                   |                    |               |      |           |         |            |                  |                    |
| 1. |        | Jürgen Trumpf (1931–2023)  | 1999. május 1.    | 1999. október 18.  | 170 nap       |      | Független |         | Független  | —                | Németország        |
| 2. |        | Javier Solana (1942–)      | 1999. október 18. | 2009. december 1.  | 10 év, 44 nap |      | PES       |         | PSOE       | —                | Spanyolország      |
| Az Unió külügyi és biztonságpolitikai főképviselője – Az Európai Bizottság alelnöke 2009. december 1. – napjainkig |        |                            |                   |                    |               |      |           |         |            |                  |                    |
| 3. |        | Catherine Ashton (1956–)   | 2009. december 1. | 2014. november 1.  | 4 év, 335 nap |      | PES       |         | Munkáspárt | Barroso I        | Egyesült Királyság |
| 4. |        | Federica Mogherini (1973–) | 2014. november 1. | 2019. november 30. | 5 év, 29 nap  |      | PES       |         | DP         | Juncker          | Olaszország        |
| 5. |        | Josep Borrell (1947–)      | 2019. december 1. | 2024. november 30. | 5 év          |      | PES       |         | PSOE       | Von der Leyen I  | Spanyolország      |
| 6. |        | Kaja Kallas (1977–)        | 2024. december 1. | hivatalban         | hivatalban    |      | ALDE      |         | REF        | Von der Leyen II | Észtország         |

## Fordítás
Ez a szócikk részben vagy egészben  a   High Representative of the Union for Foreign Affairs and Security Policy című angol Wikipédia-szócikk fordításán alapul.  Az eredeti cikk szerkesztőit annak laptörténete sorolja fel. Ez a jelzés csupán a megfogalmazás eredetét és a szerzői jogokat jelzi, nem szolgál a cikkben szereplő információk forrásmegjelöléseként.